# 華夫脫黨

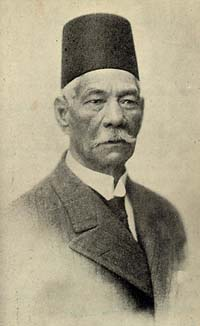
华夫脱党前期的代表人物，萨阿德·扎格卢勒

華夫脫黨（阿拉伯语：‎，羅馬化：Hizb al-Wafd，直译：代表团党）是埃及的民族主義自由政黨，據稱是第一次世界大戰晚期到1930年間，最受歡迎及最具影響力的政黨。在那段期間內，華夫脫黨曾幫助推動1923年憲法的發展，也協助埃及從君主獨裁制轉型為君主立憲制，將主要的權力下放到民選的首相手上。“华夫脱”（‎）在阿拉伯语中意为“代表”，主要成员为地主及埃及民族主义者。該政黨已於1952年埃及七月革命後解散。

## 历史
在立宪君主制时期的埃及，1918年独立运动时要求独立的民族主义运动派以萨阿德·扎格卢勒为中心，成立了华夫脱党。与国王派及穆罕默德·阿里王朝王家之间在政治上对立。
1919年华夫脱党发动了埃及革命，1922年埃及实现了独立。1924年，华夫脱党掌握了埃及政权。1936年，华夫脱党通过与英国签订同盟条约，成功将驻埃英军数量减少，这同时也是因为英国需要备战第二次世界大战，急需与埃及改善关系的缘故。
1952年，穆罕默德·纳吉布与贾迈勒·阿卜杜-纳赛尔为首的自由军官团发动了埃及七月革命，并将当时所有政党解散，华夫脱党也因此解散。直到1978年，新华夫脱党成立，但数月后即遭禁止，新华夫脱党在1981年萨达特总统被刺后重新恢复了活动。